# District de Beskaragaï
Le district de Beskaragaï (en kazakh : Бесқарағай ауданы) est un district de l'oblys d'Abay (intégré avant 2022 au Kazakhstan-Oriental) au Kazakhstan.

## Géographie
Le centre administratif du district est Beskaragaï.

## Démographie
Le district a une population estimée de 21 052 habitants en 2013.